# Prisma di Abbe-Koenig

In questa immagine i due angoli inferiori sinistro e destro del prisma sono stati eliminati, in quanto non necessari, per ridurre il peso dell'assieme.

In ottica, un prisma di Abbe-Koenig (anche, prisma AK) è un tipo di prisma riflettente a tetto (dal prisma a tetto di Amici), utilizzato per raddrizzare in modo completo l'immagine del obiettivo, e proprio a questo scopo è comunemente utilizzato in diversi modelli di binocoli e telescopi, prendendo il nome dai fisici tedeschi Ernst Abbe e Albert Koenig che lo hanno realizzato.
Tra i prismi a tetto, è quello più luminoso e performante, in quanto solitamente funziona con solo 4 riflessioni interne e 2 passaggi aria-vetro, per cui viene usato più spesso in binocoli crepuscolari, più o meno specializzati per la caccia, con pupilla d'uscita maggiore di 5 mm.

## Struttura
Il prisma è costituito da due prismi di vetro otticamente cementati insieme a formare un assieme simmetrico con un'apertura a forma di V molto aperta. Quando un siffatto prisma viene utilizzato, il raggio luminoso che penetra da una delle facce incidendovi perpendicolarmente viene totalmente riflesso internamente da una faccia inclinata di 30°, viene quindi riflesso da due facce formanti un angolo di 90° (ossia formanti quello che in gergo viene detto "un tetto") sul fondo del prisma e viene infine riflesso da un'altra faccia inclinata di 30° prima di uscire dall'ultima faccia nuovamente con un'incidenza normale. L'effetto delle riflessioni è quello di capovolgere e speculare l'immagine verticalmente e orizzontalmente senza cambiare la chiralità dell'immagine, permettendo quindi di realizzare un sistema di raddrizzamento dell'immagine.
Una variante del prisma di Abbe-Koening vede la sostituzione della sezione "a tetto" del prisma con una singola superficie a specchio riflettente. Un siffatto prisma inverte l'immagine verticalmente ma non orizzontalmente, cambiando quindi la chiralità dell'immagine nel senso opposto, in questo caso, infatti, il numero di riflessioni è dispari, essendo esse solamente tre.

## Pro e contro

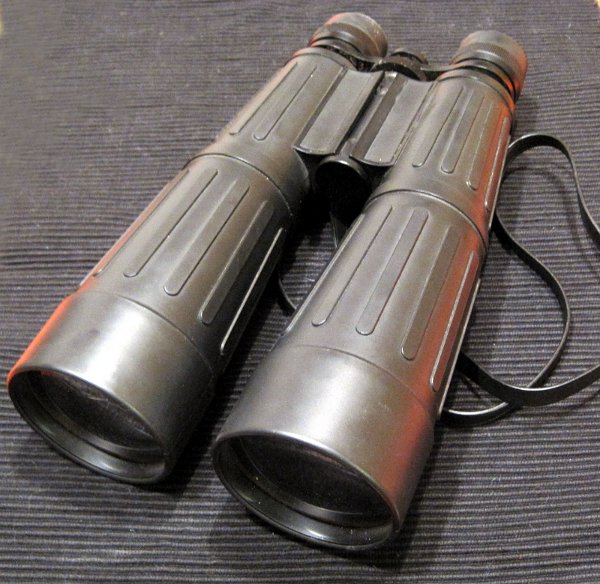
Binocolo crepuscolare 9x63 con prismi AK

Contrariamente a quanto accade nella più comune configurazione a doppio prisma di Porro, il prisma di Abbe-Koenig non provoca una dispersione del raggio luminoso in entrata, cosa che può risultare vantaggiosa in alcune strumentazioni; e rispetto alla suddetta configurazione, inoltre, il prisma di Abbe-Koening risulta meno voluminoso. Tuttavia, essendo un prisma a tetto, è soggetto a dividere in due l'immagine e a sovrapporla, nel rifletterla sul tetto del prisma, creando delle interferenze spesso dannose, con conseguente perdita di contrasto e risoluzione dei dettagli; per ovviare questo difetto congenito, viene usato un particolare sistema moderno, denominato “rivestimento di fase”, che usa la polarizzazione della luce, ma è un compromesso. La costruzione di questo tipo di prisma e piuttosto onerosa, rispetto al prisma di Porro, il quale rimane il miglior sistema di raddrizzamento delle immagini finora ideato.
Tutti i prismi a tetto sfruttano una riflessione a tetto per mantenere piccole le dimensioni del prisma, ma questo obbliga ad accettare il compromesso di dividere/spezzare in due l'immagine e dunque l'obbligo di utilizzare la correzione di fase per correggere i difetti dell'interferenza.
Anche questo tipo di prisma è correttamente chiamato "prisma a tetto", tuttavia tale nome può risultare fuorviante, poiché esistono altri prismi definiti "a tetto", come il prisma di Schmidt-Pechan, che in genere è meno performante, anche se risulta molto più piccolo e leggero, e dunque usato soprattutto nei binocoli più facilmente portatili e meno luminosi (tascabili e tuttofare).